# Anca Nițulescu
Anca Filofteia Nițulescu (Râmnicu Vâlcea, 30 aprile 1974) è un'ex cestista rumena.

## Carriera
Con la Romania ha disputato i Campionati europei del 2001.